# Seizmologija
Seizmologija (grč. seismos: potres i logos: znanost) je grana geofizike koja se bavi proučavanjem potresa i njihovih popratnih pojava. Rezultati seizmoloških istraživanja primjenjuju se u građevinarstvu (potresno inženjerstvo, inženjerska seizmologija, protuseizmička gradnja), urbanom planiranju i u istraživanjima nafte i prirodnog plina (primijenjena geofizika). Stručni rad u seizmologiji uključuje bilježenje potresa, njihovo lociranje i katalogiziranje, razmjenu podataka s međunarodnim institucijama, makroseizmičku obradbu jačih potresa (kartiranje njihovih učinaka) i slično. Znanstvenih istraživanja obuhvaćaju proučavanje pojedinosti procesa rasjedanja u žarištu (hipocentru) potresa, modeliranje rasprostiranja elastičnih valova kroz Zemlju, te određivanje građe njezine unutrašnjosti, proučavanje djelovanja potresnih valova na građevine, te procjenu seizmičkih sila koje će na objekt djelovati u budućnosti (potresna ugroženost i opasnost). Većina spoznaja o građi Zemlje otkrivena je upravo seizmološkim postupcima. Znanstveno polje također uključuje studije učinaka potresa, poput cunamija kao i raznih seizmičnih izvora poput vulkanskih, tektonskih, oceanskih, atmosferskih i umjetnih procesa (poput eksplozija). Srodno polje koje koristi geologiju, da izvodi zaključke na temelju informacija što se tiču prijašnjih potresa je paleoseizmologija. Zabilješka zemljinog gibanja kao funkciju vremena se zove seizmogram.

## Povijest
Seizmologija je relativno mlada znanost, koja se vrlo brzo razvijala tek od početka 20. stoljeća. Riječ seizmologija prvi je sredinom 19. stoljeća upotrijebio irski znanstvenik Robert Mallet (1810. – 1881.), a prvi upotrebljivi seizmografi konstruirani su nešto poslije u Italiji, Japanu i Njemačkoj (seizmometrija). Razvoj teorije rasprostiranja elastičnih valova prethodio je razvoju mjernih instrumenata, pa su glavne vrste potresnih valova na seizmogramima utvrđene mnogo godina nakon što je njihovo postojanje teorijski predviđeno. Godine 1828. prvi je put uzet u obzir jakost (intenzitet) potresa za označavanje šteta na građevinama. U seizmološkoj su se praksi do danas održale različite makroseizmičke ljestvice, koje svrstavaju opažene učinke potresa na gređevine, ljude, životinje, predmete i okolicu u određeni broj stupnjeva, te tako određuju jakost potresa na tome mjestu.
Potkraj 19. stoljeća bila su osnovana prva nacionalna seizmološka društva i takozvana povjerenstva (1878. u Švicarskoj, 1880. u Japanu i Hrvatskoj), a 1905. bila je osnovana Međunarodna udruga za seizmologiju, koja je 1951. prerasla u današnju Međunarodnu udrugu za seizmologiju i fiziku unutrašnjosti Zemlje, a Hrvatska je njezin član od osamostaljenja. U svijetu je 1920-ih radilo oko 150 seizmoloških postaja, te je bio osnovan Međunarodni seizmološki centar, koji i danas prikuplja podatke sa seizmoloških opservatorija širom svijeta. U europsko-mediteranskoj zoni od 1975. djeluje regionalna seizmološka organizacija. U 1950-ima u svijetu je djelovalo oko 700 seizmoloških postaja. Danas ima više od 8 500 međunarodno registriranih postaja.
Nagli razvoj računala u drugoj polovini 20. stoljeća omogućio je rješavanje složenih numeričkih problema povezanih s teorijom širenja i modeliranja elastičnih valova u heterogenom i anizotropnom sredstvu, ali i znatan napredak u razvoju seizmografa, koji se danas temelje isključivo na digitalnom prikupljanju podataka. Seizmologija razmatra pojave koje se mjere u iznimno velikim rasponima; najmanji pomaci tla koji se mjere reda su veličine 10–8 metara, dok pomaci kod velikih potresa prelaze desetak metara, a period im je od tisućinke sekunde približno do 1 sat. Tipični seizmografi danas prikupljaju između 60 i 600 podataka svake sekunde u neprekinutom radu, pa godišnje svaka postaja prikupi prosječno oko 12 Gb podataka.

### U Hrvatskoj
Meteorološka opažanja i obilježavanje točnog vremena u Hrvatskoj je započeo obavljati srednjoškolski profesor Ivan Stožir u 19. st., na vlastitu inicijativu i bez ičije podrške. Tek je nakon dvadesetak godina rada isposlovao financiranje središnje državne meteorološke službe u Budimpešti. Sam je izradio seizmograf i njime obavljao mjerenja. On je zabilježio potres u Zagrebu 1880.
U Hrvatskoj se seizmologija počela brzo razvijati nakon velikoga potresa u Zagrebu 1880., kada je Hrvatska akademija znanosti i umjetnosti (tada JAZU) osnovala takozvani Potresni odbor, u radu kojega se posebno isticao Mijo Kišpatić, koji je tek nakon zagrebačkog potresa počeo intenzivno proučavati potrese. Nakon potresa znanstvene akademije iz Beča i Budimpešte poslale su u Zagreb svoje stručnjake. Đuro Pilar objavio je jedno od prvih hrvatskih djela o seizmologiji. Zbog zagrebačkog potresa u Hrvatskoj se vrlo rano razvila svijest o nužnosti protupotresne gradnje.
Na prijelazu iz 19. u 20. stoljeća proučavanjem potresa sve se više bavio Andrija Mohorovičić, koji se smatra utemeljiteljem suvremene seizmologije u Hrvatskoj. On je nastavio Stožirov rad u meteorološkom opservatoriju. 1906. je u zgradi na Griču br. 3 osnovao zagrebačku seizmološku postaju, što je prva hrvatska seizmografska postaja, nabavio najbolje seizmografe i opservatorijske ure, uspostavio službu točnoga vremena, te je time osnovao zagrebačku seizmološku školu i postavio čvrste temelje za njezin uspješan razvoj. Zahvaljujući takvoj tradiciji, Prirodoslovno-matematički fakultet u Zagrebu jedan je od rijetkih u svijetu na kojem se studij seizmologije može započeti već na dodiplomskoj razini, a njegovu Geofizičkom zavodu, kojemu je Mohorovičić bio na čelu 30 godina, povjerena je i zadaća uspostave Seizmološke službe Republike Hrvatske, koja se brine o osnovnoj mreži seizmografa i prikuplja podatke o seizmičnosti Hrvatske. U Hrvatskoj se seizmolozi još bave istraživanjem kvantifikacije potresa, potresne ugroženosti i opasnosti, pojačavanja seizmičkih valova, anizotropije brzina, građe Zemljine kore i drugim. Osnovni podatci o svim poznatim potresima na našem području čuvaju se u Hrvatskom katalogu potresa, u kojem se za više od 27 000 potresa u razdoblju od 373. pr. Kr. do 2006. navode lokacija, vrijeme, intenzitet i magnituda, što su najvažniji parametri za procjenu potresne opasnosti, koja je nužna pri projektiranju građevina.

## Potres
Potres je iznenadna i kratkotrajna vibracija tla uzrokovana urušavanjem stijena (urušni potres), magmatskom aktivnošću (vulkanski potres) ili tektonskim poremećajima (tektonski potres) u litosferi i dijelom u Zemljinu plaštu. Proučavanjem potresa bavi se seizmologija, grana geofizike. Mjesto nastanka potresa u dubini Zemlje naziva se žarište (fokus) ili hipocentar potresa. Ono može biti neposredno ispod površine pa sve do dubine od 750 kilometara (potres s dubljim žarištem do sada nije zabilježen). Ako je hipocentar u dubini do 70 kilometara, potres je plitak, srednje duboki hipocentar nalazi se između 70 i 300 kilometara, a duboki hipocentar na više od 300 kilometara ispod Zemljine površine. Potresne vibracije šire se od hipocentra na sve strane progresivnim elastičnim potresnim valovima (potresni valovi). Najbrži su longitudinalni valovi (lat. undae primae ili P-valovi), koji osciliraju u smjeru širenja, stežući i rastežući materijal kroz koji prolaze. Transverzalni valovi (lat. undae secundae ili S-valovi) vibriraju okomito na smjer širenja, 1,7 puta su sporiji od P-valova, a šire se samo kroz čvrste stijene. Dugi valovi (lat. undae longae ili L-valovi) najsporiji su, čine ih kružna i vodoravna komponenta, a djelovanje im je slabo. Potres je najjači u epicentru (mjesto na površini Zemlje neposredno iznad hipocentra) i u njegovoj najbližoj okolici (epicentralno područje). Krivulja ovisnosti trajanja putovanja potresnoga vala do pojedinoga mjesta u epicentralnoj udaljenosti naziva se hodokrona.
Snaga potresnog udarca ovisi o dubini hipocentra, udaljenosti epicentra, značajkama tla (u čvrstim stijenama potres je slabiji nego u nevezanom tlu), prisutnosti podzemne vode, čvrstoći građevina i drugom. Jakost potresa (mjera za potres prema ocjeni učinka potresa na ljude, građevine i prirodu) određuje se s pomoću iskustvenih makroseizmičkih ljestvica koje vrijede samo za određena područja. Prvu takvu ljestvicu izradio je Giacomo Gastaldi 1564. Od tada je izrađen niz ljestvica za određivanje i uspoređivanje jakosti potresa: ljestvica P. B. Egena od 6 stupnjeva (1828.), Michelea Stefana de Rossija i Françoisa Alphonsea Forela od 10 stupnjeva (1883.), F. Omorija od 7 stupnjeva (1900.) i druge. Godine 1917. Međunarodno seizmološko udruženje predložilo je za opću uporabu Mercalli-Cancani-Siebergovu (MCS) ljestvicu od 12 stupnjeva (Mercallijeva ljestvica). Na njoj se temelji i Medvedev-Sponheuer-Karnikova (MSK) ljestvica iz 1964., također od 12 stupnjeva. Linije koje odjeljuju područja jednake jakosti potresa nazivaju se izoseiste. U instrumentalnoj seizmologiji jakost potresa određuje se na osnovi magnitude (M), veličine koja se izračunava na temelju zapisa seizmografa. Ljestvicu magnituda odredio je C. F. Richter 1935., pa se ona naziva njegovim imenom. Magnituda M potresa veličina je razmjerna energiji E potresnih valova (izraženoj u džulima) oslobođenih u žarištu potresa i jednaka je u svim seizmološkim postajama koje bilježe dotični potres. Ona izravno ovisi o energiji E oslobođenoj u žarištu potresa, prema relaciji: 
{\displaystyle \log E=4,8+1,5\cdot M}
odnosno: 
{\displaystyle M={\frac {2}{3}}\cdot (\log E-4,8)}
i omogućuje relativno precizno daljinsko ocjenjivanje učinka potresa, jer je za mnoga područja na Zemlji utvrđen odnos između iznosa magnitude i potresnih razaranja, odnosno MCS-ljestvice.
Na Zemlji se godišnje zabilježi više od milijun podrhtavanja tla, to jest potresa uglavnom nezamjetljivih za ljudska osjetila. Samo 20 do 30 potresa godišnje uzrokuje ljudske žrtve, gdjekad i stotine tisuća mrtvih. Gotovo 95% potresa javlja se u dva uska pojasa: cirkumpacifičkom i mediteransko-transazijskome. Prvi se proteže obodom Tihog oceana (takozvani Pacifički vatreni krug), a drugi od Azora preko Sredozemnoga mora, Male Azije, Kavkaza, Armenskoga gorja, Pamira i Himalaje do Indonezije.
Na području Hrvatske ima nekoliko zona veće seizmičke aktivnosti. U priobalnom dijelu takva se zona proteže od hrvatsko-slovenske granice do područja južno od Dubrovnika; u Jadranskome moru ističe se područje s više epicentara južno od Lastova. Druga se zona proteže od slovenske granice zapadno od Karlovca preko Žumberačkoga gorja i Medvednice do Bilogore. Aktivna je i zona od Pokuplja prema Banjoj Luci (BIH). Manje su aktivna seizmička područja slavonske planine Psunj, Papuk, Krndija i Dilj. Ostali središnji i istočni dijelovi Hrvatske seizmički su još manje aktivni. Svi potresi na području Hrvatske ubrajaju se u red plitkih potresa.

## Vanjske poveznice
|  | Zajednički poslužitelj ima još gradiva o temi Seizmologija |